# Municipalità locale di Nala
Nala è una municipalità locale (in inglese Nala Local Municipality) appartenente alla municipalità distrettuale di Lejweleputswa della provincia di Free State in Sudafrica. 
In base al censimento del 2001 la sua popolazione è di 98.265 abitanti.
La sede amministrativa e legislativa è la città di Bothaville e il suo territorio si estende su una superficie di 4.128 km² ed è suddiviso in 12 circoscrizioni elettorali (wards). Il suo codice di distretto è FS185.

## Geografia fisica

### Confini
La municipalità locale di Nala confina a nord con quella di City of  Motlosana (Dr Kenneth Kaunda/Nordovest), a est con quella di Moqhaka (Fezile Dabi), a est e a sud con quella di Matjhabeng,a sud e a ovest con quella di Tswelopele e a ovest con quella di Maquassy Hills (Dr Kenneth Kaunda/Nordovest).

### Città e comuni
- Bothaville
- Kgotsong
- Monyakeng
- Nala
- Wesselsbron

### Fiumi
- Nuwejaarspruit
- Otterspruit
- Sandspruit
- Vaal
- Vals

### Dighe
- Klipplaatdrift Weir